# Erythrococca columnaris
Espèce
Synonymes
- Athroandra columnaris (Müll.Arg.) Pax & K.Hoffm.[1]
- Claoxylon columnare Müll.Arg.[1]

Erythrococca columnaris est une espèce de plantes à fleurs de la famille des Euphorbiaceae et du genre Erythrococca. C'est un arbre trouvé sur l'île de Principe.